# Phubbing

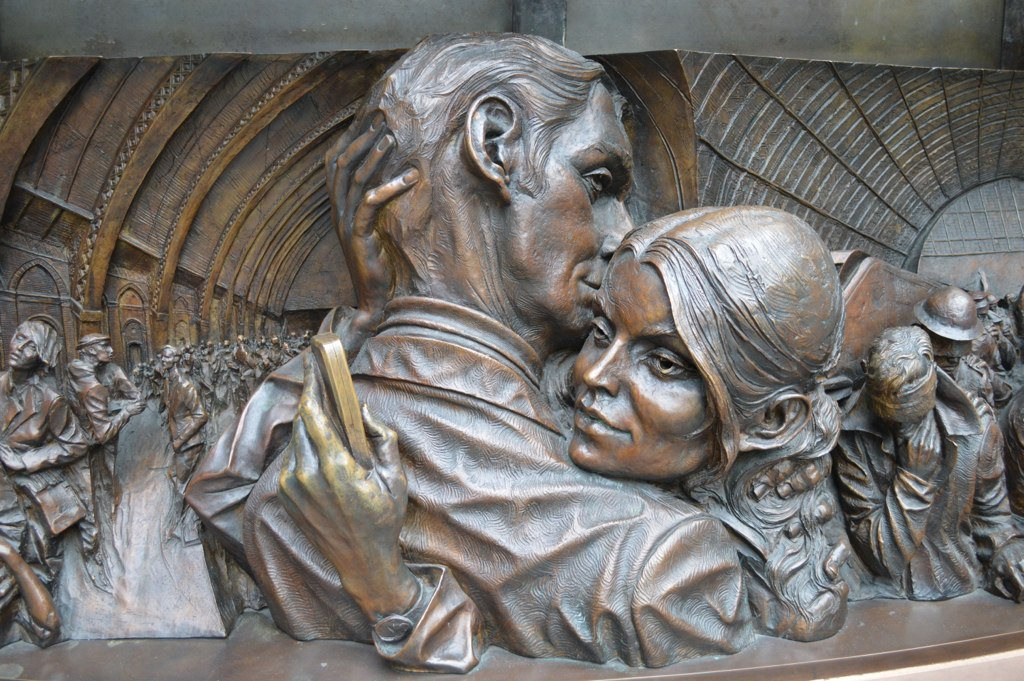
Fragment rzeźby Miejsce spotkań Paula Daya z 2007 r., przedstawiający kobietę patrzącą w telefon komórkowy podczas obejmowania partnera

Phubbing – określenie zachowania polegającego na ignorowaniu bezpośrednich interakcji społecznych na rzecz korzystania ze smartfona. Jest to powszechne zachowanie w dzisiejszej erze cyfrowej. Choć często wiąże się ją z koncepcją strachu przed pominięciem czegoś (FOMO), bieżące badania naukowe przedstawiają sprzeczne dowody dotyczące siły i spójności tego związku. W maju 2012 roku, w ramach eksperymentu lingwistycznego przeprowadzonego przez Macquarie Dictionary, agencja reklamowa McCann zaprosiła grupę leksykografów, autorów i poetów do stworzenia neologizmu opisującego to zachowanie. Słowo „phubbing”, będące połączeniem słów phone (telefon) i snubbing (ignorowanie), zostało po raz pierwszy użyte przez Adriana Millsa, dyrektora ds. obsługi klienta w grupie McCann. Termin ten pojawił się w mediach na całym świecie i został spopularyzowany przez kampanię Stop Phubbing stworzoną przez McCann.
Pomimo rosnącego znaczenia tego zjawiska, nie istnieje żadna znormalizowana metoda pomiaru zachowań phubbingowych i ich skutków. Istniejące narzędzia opracowano z ograniczoną uwagą na właściwości psychometryczne lub szerokie zastosowanie, co stwarza wyzwania dla postępów badań w tej dziedzinie. Aby wypełnić te luki, najnowsze badania mają na celu stworzenie sprawdzonych skal, które ujmą złożone aspekty phubbingu, przyczyniając się do lepszego zrozumienia jego wpływu na interakcje społeczne i indywidualne samopoczucie.

## Jak objawia się phubbing
Phubbing często pojawia się w różnych sytuacjach społecznych, gdy ludzie przedkładają korzystanie ze smartfonów nad bezpośrednie interakcje, co prowadzi do zaniku wartościowej komunikacji. Coraz częściej można zaobserwować grupy przyjaciół pochłonięte swoimi urządzeniami, pary w restauracjach ignorujące siebie nawzajem, wpatrzone w ekrany, czy rodziny spędzające wspólnie czas, lecz odizolowane od siebie z powodu zaabsorbowania telefonami. Zjawisko to nie ogranicza się wyłącznie do życia prywatnego – dotyczy również miejsc pracy, gdzie pracownicy często ignorują współpracowników, skupiając się na ekranach. Z czasem phubbing stał się społecznie akceptowaną normą, osłabiającą jakość relacji międzyludzkich oraz zdrową komunikację..
Co więcej, nawykowy charakter korzystania z urządzeń mobilnych wzmacnia jego cykliczny wpływ: gdy ludzie używają telefonów, aby uciec od stresu lub samotności, nieświadomie osłabiają swoje relacje, co prowadzi do większej izolacji i uzależnienia od urządzeń. Ten schemat nie tylko nasila problemy psychologiczne, takie jak lęk czy depresja. Aby rozwiązać te problemy, konieczne jest głębsze zrozumienie motywów stojących za phubbingiem i jego wpływu na zdrowie psychiczne i więzi społeczne. Działania mające na celu ograniczenie wpływu phubbingu muszą zapewniać równowagę między korzyściami płynącymi z technologii a potrzebą znaczących interakcji twarzą w twarz w celu zachowania integralności relacji międzyludzkich.

## Phubbing i technologia
Powszechny sposób projektowania powiadomień aplikacji, algorytmów i interfejsów użytkownika odgrywa kluczową rolę w propagowaniu zachowań związanych z korzystaniem z urządzeń mobilnych. Funkcje te mają na celu przyciągnięcie uwagi użytkownika, często kosztem interakcji osobistych. Kluczowym elementem tej dynamiki jest inteligentna technologia powiadomień push, która zapewnia użytkownikom spersonalizowane aktualizacje w czasie rzeczywistym. Choć technologia ta zwiększa wygodę, jednocześnie wzmacnia FOMO, zjawisko definiowane jako lęk przed wykluczeniem z satysfakcjonujących doświadczeń. Poprzez ciągłe dostarczanie dostosowanych treści aplikacje zachęcają użytkowników do kompulsywnego angażowania się, odciągając ich od bezpośredniego otoczenia społecznego.
Terminowość dostarczania treści, będąca cechą charakterystyczną powiadomień push, dodaje kolejny poziom złożoności. Ciągłe aktualizacje powodują przeciążenie informacyjne, przez co użytkownicy czują się przytłoczeni, ale jednocześnie zmuszeni do pozostawania na bieżąco. Tworzy to pętlę poznawczą, w której użytkownicy czują presję, aby pozostawać zaangażowanymi, nawet kosztem zaniedbywania swojego otoczenia fizycznego. Z czasem cykl ten powoduje uzależnienie od smartfonów, przez co korzystanie z nich staje się nawykiem.

## Phubbing rodzicielski i jego wpływ na dzieci
Zjawisko phubbingu rodzicielskiego, czyli stawianie korzystania ze smartfona ponad kontakt z dzieckiem, stanowi poważne zagrożenie dla rozwoju społeczno-emocjonalnego dzieci. Takie zachowanie zakłóca interakcje rodzic-dziecko, często prowadząc do poczucia zaniedbania i zmniejszenia więzi emocjonalnej u dzieci.
Badanie przeprowadzone przez Liu i in. z udziałem 726 nastolatków w wieku 12–18 lat wykazało, że korzystanie przez rodziców z telefonu komórkowego znacząco zakłóca relację rodzic–dziecko, co z kolei prowadzi do wyższego poziomu uzależnienia od telefonu komórkowego. Badanie wykazało, że 51,45% nastolatków często doświadczało lekceważenia ze strony rodziców, na przykład w czasie posiłków, co przyczyniało się do poczucia zaniedbania i odrzucenia. Interakcje te wiązały się ze zwiększonym ryzykiem wystąpienia problemów behawioralnych, w tym depresji i agresji.
Wyniki te są zgodne z teorią ekologicznych techno-podsystemów wprowadzoną przez Johnsona i Puplampu, która zakłada, że nowoczesne technologie zakłócają systemy rodzinne i rozwój jednostki. Phubbing nie tylko zakłóca bezpośrednie interakcje, ale także przyczynia się do szerszych problemów behawioralnych, takich jak zwiększona agresja i poczucie osamotnienia u nastolatków. Pokazuje to, jak ważne jest przeciwdziałanie zachowaniom polegającym na phubbingu w rodzinie. Skuteczne interwencje mogą koncentrować się na ograniczeniu czasu spędzanego przez rodziców przed ekranem, wzmacnianiu jakościowych interakcji i wzmacnianiu odporności u nastolatków.